# Grito homofóbico (fútbol mexicano)
El grito homofóbico en los partidos de la Selección de fútbol de México (y en menor medida en partidos entre clubes) es un cántico que los fanáticos mexicanos suelen corear cada vez que el portero del equipo rival está a punto de realizar un saque de meta. El cántico también es conocido como «¡Eeeeeeh... putooo!», lo que lo llevó a recibir críticas de los medios de ser homofóbico.

## Origen
Se cree que el origen del grito se remonta a la década de 1980 en Monterrey, donde en los partidos de fútbol americano de las ligas menores, los aficionados coreaban «¡eeeh pum!» durante el saque inicial. Este canto no se usaba de manera despectiva, ya que la palabra «pum» se atribuye a un impacto de algún tipo. Aunque se cree que la encarnación actual del canto se originó en algún momento entre 2000 y 2003 por parte de los seguidores del Atlas F.C. al portero Oswaldo Sánchez, no existen fuentes primarias que respalden esta afirmación y es una leyenda urbana.
El primer uso documentado del grito por los aficionados de esta manera ocurrió el 22 de mayo de 2004, durante el partido de vuelta del partido de repechaje entre Cruz Azul y C.F. Pachuca del Clausura 2004. Los aficionados del Pachuca coreaban la palabra «puto» repetidamente cada vez que Oscar Pérez despejaba el balón.

## Críticas y sanciones
Debido al significado homofóbico de la palabra «puto» en países hispanohablantes, en los que la homofobia está arraigada, el grito recibió atención negativa en el Mundial de Brasil 2014. Los mexicanos lo defendieron por ser tradicionalmente utilizado en la Liga MX. El 23 de junio de 2014, la FIFA abandonó una investigación, concluyendo que el canto «no se consideró insultante en el contexto específico». Football Against Racism in Europe, una organización contra la discriminación, criticó el fallo como «decepcionante».
En 2017, antes del Mundial de Rusia 2018, la FIFA multó a la Federación Mexicana de Fútbol por el uso del cántico por parte de los fanáticos e introdujo sanciones crecientes, que se aplicaron por primera vez en los juegos de la Liga MX en 2019. En dicha Copa del Mundo, el grito volvió a aparecer durante el partido de fase grupos ante Alemania cuando el portero Manuel Neuer hizo el saque de meta.
En 2021, tres partidos internacionales del Tricolor en los Estados Unidos se detuvieron debido al comportamiento de los fanáticos, incluida la final de la Liga de Naciones de la CONCACAF contra los Estados Unidos, en la que los fanáticos también arrojaron cosas al campo y el estadounidense Giovanni Reyna fue golpeado en la cara con un objeto pesado. El 18 de junio de ese año, la FIFA anunció que, como sanción por el uso del cántico en el preolímpico de Concacaf, los espectadores serían excluidos de los dos primeros partidos de clasificación de México para la Mundial de Catar 2022.
Durante las semifinales de la Liga de Naciones de la CONCACAF 2023, el partido entre México y Estados Unidos se detuvo en el minuto 90 y finalmente terminó antes de tiempo debido a los cánticos.

## En otros países
El mismo cántico es realizado de la misma manera en otros lugares, concretamente, es particularmente famoso en Inglaterra e Italia.
En el país anglosajón, este grito es "Oooooh... You're shit!" ("eres una mierda"), y sus variaciones, como "You shit bastard" ("bastardo de mierda"), o "You fat bastard" ("gordo bastardo")
En el fútbol italiano, este grito se realiza como "Ooooooohh... Merda!" ("mierda") y es realizado a menudo por los fanáticos de la Fiorentina. 